# Pavel Hnyk
Pavel Hnyk (11. září 1919 - ???) byl český a československý politik Komunistické strany Československa a poúnorový poslanec Národního shromáždění ČSSR.

## Biografie
Ve volbách roku 1960 byl zvolen za KSČ do Národního shromáždění ČSSR za Východočeský kraj. V parlamentu setrval až do konce volebního období parlamentu, tedy do voleb roku 1964.